# Atherinason hepsetoides
Atherinason hepsetoides és una espècie de peix pertanyent a la família dels aterínids i l'única del gènere Atherinason.

## Descripció
- Pot arribar a fer 9 cm de llargària màxima.
- Cos lleugerament comprimit i amb els flancs aplanats.
- 6-11 espines i 9-13 radis tous a l'aleta dorsal i 1 espina i 11-14 radis tous a l'anal.[3][4]

## Hàbitat
És un peix d'aigua marina, pelàgic-nerític i de clima temperat (34°S-40°S), el qual viu entre 1-30 m de fondària (normalment, entre 1 i 4) a la plataforma continental, aigües costaneres, estuaris i badies costaneres.

## Distribució geogràfica
Es troba a l'Índic oriental: és un endemisme del sud d'Austràlia.

## Observacions
És inofensiu per als humans.